# Stornubben
Stornubben est une montagne de forme conique située dans le comté d'Innlandet, dans le Sud de la Norvège. Elle culmine à 2 174 mètres d'altitude. Elle est située au cœur des Alpes scandinaves, dans le Jotunheimen, au sein du parc national du même nom.
Le Stornhubben se trouve à quelques dizaines de kilomètres de la ville de Lillehammer, qui accueillit les Jeux olympiques d'hiver en 1994.